# Aron Schmidhuber
Aron Schmidhuber (ur. 28 lutego 1947 w Ottobrunn) - były niemiecki sędzia piłkarski. 
Prowadził jako sędzia główny dwa mecze na Mistrzostwach Świata 1990 roku i jeden na Mistrzostwach Europy w roku 1992, był też sędzią liniowym jednym meczu na Mistrzostwach Świata 1990 roku i jednym na Mistrzostwach Europy w roku 1988. W Bundeslidze poprowadził łącznie 142 mecze. W roku 1992 zwyciężył w plebiscycie Międzynarodowej Federacji Historyków i Statystyków Futbolu na najlepszego sędziego roku. 